# Rittergut Altluneberg
Das Rittergut Altluneberg, Altluneberger Straße 130, im niedersächsischen Schiffdorf-Wehdel, Ortsteil Altluneberg, im Landkreis Cuxhaven stammt aus dem späten 18. Jahrhundert.
Aktuell (2024) wird es landwirtschaftlich genutzt.
Die Gebäude stehen unter Denkmalschutz (siehe auch Liste der Baudenkmale in Schiffdorf).

## Geschichte
Altluneberg bei Wehdel ist ein mittelalterliches kleines Haufendorf.
Generalmajor Ludwig Heinrich August von Scheiter und sein Rentmeister Üllner ließen das westliche  Lütkensche Gut abtragen und einen neuen Gutshof für das Rittergut errichten. Neues Baumaterial kam aus der Region Lehe, Bremen und aus dem Weserbergland. Die Mittelachse des Gutshauses wurde auf den Turm der Dorfkirche ausgerichtet.
Die Hofanlage besteht aus
- dem zweigeschossigen siebenachsigen verklinkerten U-förmigen Gutshaus von 1784 im Stil der Weserrenaissance, auf Sockel, mit Satteldächern und Walmdach, hofseitigem mittleren Giebelrisalit mit rundbogigem Eingang vor Freitreppen, rückseitig zwei Giebelrisalite, UG mit Wirtschafts- und Küchenräumen, EG mit Vestibül, Innentreppe, Gartensaal sowie Empfangs- und Verwaltungsräumen, OG mit den Wohnräumen, Sanitärräume über Regenwasser gespült, spätere Giebelschräge über dem Eingang,[2]
- dem eingeschossigen verklinkerten Verwalterhaus von 1787 mit Krüppelwalmdach und erneuerter Westwand,[3]
- dem eingeschossigen traufständigen Gesindehaus von 1785 auf Sockel, in Fachwerk mit Steinausfachungen (teilweise durch Massivwand ersetzt), Krüppelwalm mit giebelseitigem Dachhaus sowie Anbau als  Häckselkammer, verbunden mit anschließendem Ochsenstall, spätere Nutzung auch als Pferdestall,[4]
- der eingeschossigen Scheune von 1928 in Fachwerk mit Satteldach und drei Quereinfahrten,[5]
- der Remise von 1901 an der Gutsmauer in Fachwerk-Ständerbau mit Satteldach,[6]
- dem eingeschossigen verklinkerten Pferdestall von 1908, mit Satteldach, östlichem Haupttor, zwei Quereinfahrten, Trockenkammer sowie mittlerem Gesimsband und Ecklisenen,[7]
- dem zweigeschossigen verklinkerten Kuhstall von 1900, mit Satteldach, Tor zum Hof sowie mittlerem Gesimsband und Ecklisenen, davor Gebäude mit Tierwaage,[8]
- dem eingeschossigen verklinkerten langen Schweinestall von 1901 mit Satteldach, vielen Eingängen, zwei südlichen Dacherkern zum Hof mit Aufzugsluken,[9]
- der eingeschossigen massiven Schmiede von kurz nach 1900, mit reetgedecktem Satteldach (früher Ziegeldeckung) mit Ecklisenen und Ziegeldekor
- und dem fünf Hektar großen historischen Landschaftsgarten von 1785 bis 1787 mit Teich, altem Baumbestand aus Eichen, Bergahorn, Blutbuchen, Kastanien und Winterlinde, schneckenförmig gewundenem Pfad zum Aussichtshügel sowie Grotte mit Gedenkstein und mit 2021 saniertem schmiedeeisernen 40 Meter langen Zaun von um 1900 um die Familiengrabstätte.[10]

Das Wohn- und Wirtschaftsgebäude Altluneberger Straße 132 von 1827 gehörte früher auch zum Gut.
Das Gut ist seit 1897 im Eigentum der Familie Schierenbeck. Ab 1980 war das Gutshaus für Jahrzehnte geschlossen. 2009 fanden hier  Theateraufführungen statt.
Das Landesdenkmalamt befand u. a.: „− aus geschichtlichen und städtebaulichen Gründen wegen seiner orts- und baugeschichtlichen Bedeutung sowie wegen seines prägenden Einflusses sowohl auf das Ortsbild als auch auf das räumliche Gefüge – .“.
Hinweis: Burg Altluneberg war eine abgegangene Burg von 1194.